# Alain Clauwaert
Alain Clauwaert (Oostende, 22 januari 1954) is een Belgische voormalig vakbondsbestuurder voor het ABVV.

## Levensloop
Clauwaert werd geboren in een socialistische familie met syndicale tradities. Zo was zijn grootvader medeoprichter van de BWP-afdeling Oostende en zijn vader syndicaal afgevaardigde bij Ebes, de voorloper van Electrabel. In 1977 behaalde hij zijn diploma sociaal assistent aan het Stedelijk Hoger Instituut voor Sociale Studies te Gent.
Hij was onder meer lid van het nationaal bureau van de Jongsocialisten van 1972 tot 1982 en redacteur bij het tendensblad Links. Hij vervulde zijn dienstplicht als gewetensbezwaarde bij de vormingsdienst van de Centrale der Metaalbewerker van België (CMB). In 1981 deed hij de overstap naar de Algemene Centrale te Gent waar hij vijf jaar lang gewestelijk secretaris was. In 1991 werd hij tevens voorzitter van de gewestelijke ABVV Gent. In 2000 werd hij algemeen secretaris van de Algemene Centrale en in 2004 voorzitter van deze vakcentrale binnen het ABVV, een mandaat dat hij uitoefende tot 2014.
Onder zijn voorzitterschap vond de fusie in 2013 tussen de TKD en de Algemene Centrale plaats. Clauwaert is een van de grote voorstanders van een modernere vakbeweging en van netwerksyndicalisme.
Tevens is hij een uitgesproken tegenstander van het Generatiepact.
- Gemeinsame Normdatei: 1044473983
- Virtual International Authority File: 305356708
- WorldCat: E39PBJvH7Q6Ckww7RvQkb76BT3